# Mont Joly
Mont Joly is een 2525 meter hoge berg in het Beaufortainmassief in de Franse Alpen. De kleine bergkam waarvan de Mont Joly de hoogste top is, scheidt de vallei van de Arly in het westen van de Val Montjoie in het oosten. De bergtop ligt op het grondgebied van de gemeente Saint-Gervais-les-Bains in het departement Haute-Savoie, terwijl de zuidoostelijke flanken in Les Contamines-Montjoie liggen. 
De bergtop is via de Aiguille Croche bereikbaar voor wandelaars; er bevindt zich een oriëntatietafel en een weerstation. Ten noordwesten van de top is een skilift gebouwd, die deel uitmaakt van het wintersportgebied Evasion Mont Blanc.

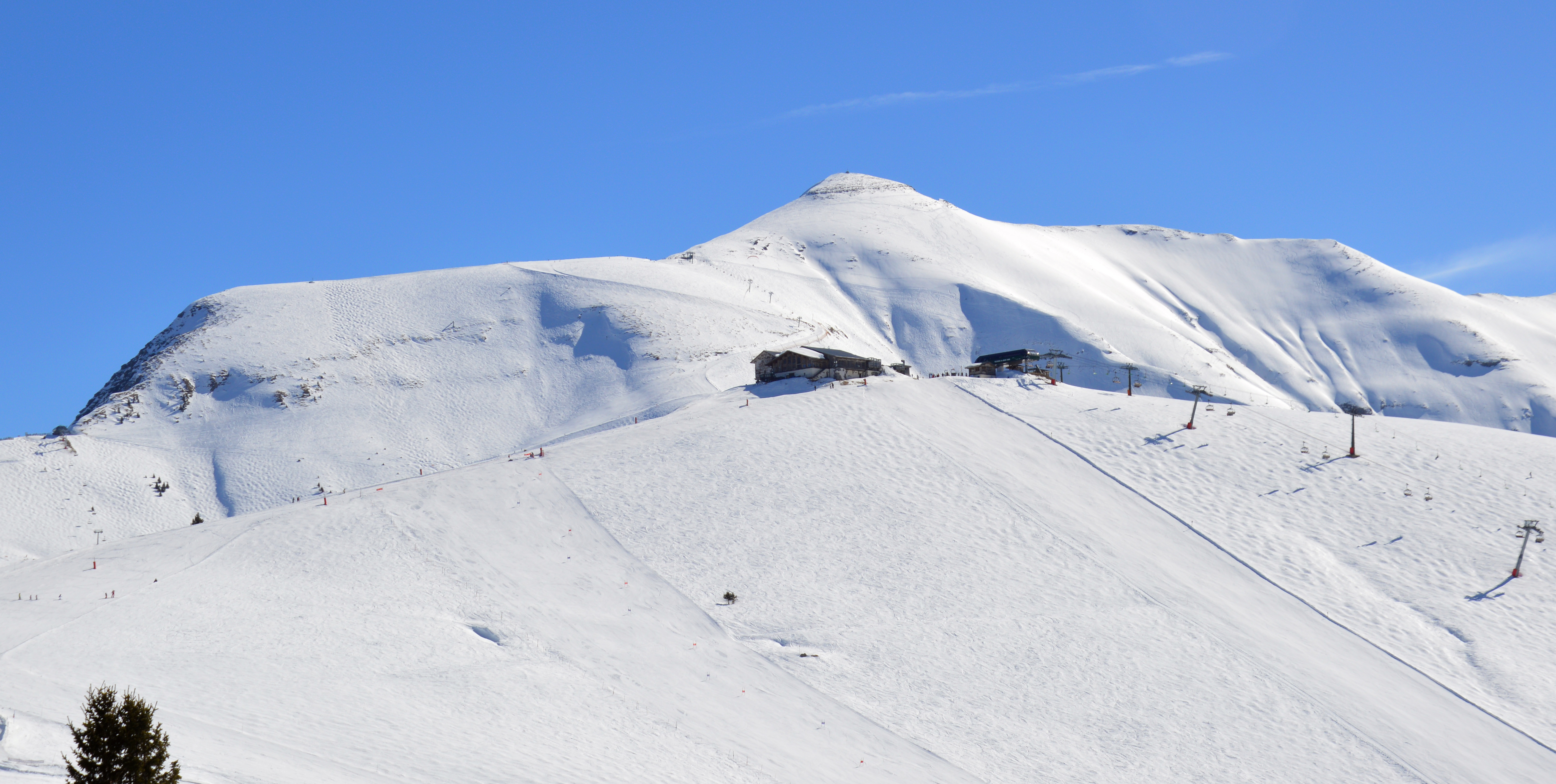
Zicht op de Mont Joly in de winter vanaf Mont d'Arbois